# Serres, Hautes-Alpes
Serres är en kommun i departementet Hautes-Alpes i regionen Provence-Alpes-Côte d'Azur i sydöstra Frankrike. Kommunen ligger  i kantonen Serres som ligger i arrondissementet Gap. År 2022 hade Serres 1 303 invånare.

## Befolkningsutveckling
Antalet invånare i kommunen Serres
Referens:INSEE